# Aleuroclava longispinus
Aleuroclava longispinus là một loài côn trùng cánh nửa trong họ Aleyrodidae, phân họ Aleyrodinae.
Aleuroclava longispinus được Takahashi miêu tả khoa học đầu tiên năm 1934.